# Kate Richards O'Hare
Carrie Katherine "Kate" Richards O'Hare (26 de março de 1876 - 10 de janeiro de 1948) foi uma ativista, editora e oradora do Partido Socialista Americano mais conhecida por sua controversa prisão durante a Primeira Guerra Mundial.